# Gillenia
Die Gillenia sind eine Pflanzengattung aus der Familie der Rosengewächse (Rosaceae).

## Beschreibung
Gillenia sind ausdauernde krautige Pflanzen. Ihre Blätter sind wechselständig, dreizählig gefiedert und kurzgestielt, die einzelnen Blättchen haben eingeschnittene Ränder. Nebenblätter sind sowohl groß als auch klein vorhanden.
Der Blütenstand ist eine endständige, schirmtraubenähnliche oder rispenähnliche zusammengesetzte Traube. Die Blüten sind langgestielt und recht groß. Der Blütenbecher ist glocken- bis röhrenförmig, ein Außenkelch fehlt. Die Kelchblätter liegen schuppenartig übereinander, die Kronblätter sind weiß bis blassrosa.

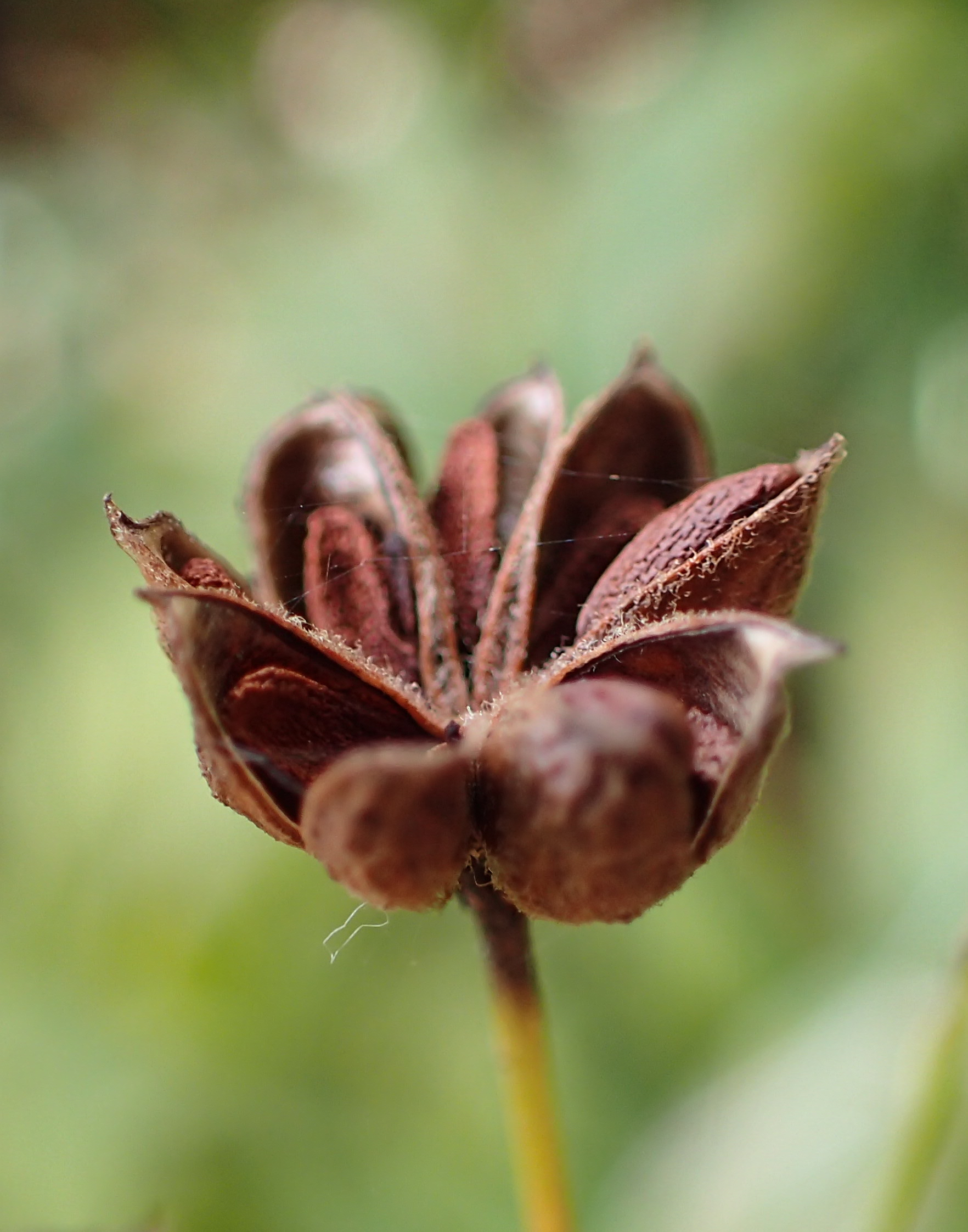
Frucht der Nördlichen Dreiblattspiere (Gillenia trifoliata)

Ein Diskus ist nicht sichtbar, es gibt zehn bis zwanzig Staubblätter. Die fünf Stempel sind unverwachsen und stehen vor den Kelchblättern. Die zwei bis vier Samenanlagen sind nah am Ansatz eingewachsen und apotrop.
Die Frucht ist eine Balgfrucht mit knöchrigem Perikarp, die bald während des Wachstums den Blütenbecher sprengt. Die ein bis vier Samen sind relativ groß. Die Chromosomenzahl beträgt 2n=18.

## Verbreitung
Gillenia kommt in Nordamerika in Kanada (Ontario) und den östlichen USA in Bergwäldern vor.

## Systematik
Die Gattung wurde 1802 von Conrad Moench erstbeschrieben. Sie wird ohne Zuordnung zu einer Tribus in die Supertribus Pyrodae der Unterfamilie Spiraeoideae gestellt. Ein bis in die Gegenwart häufig gebrauchtes Synonym ist Porteranthus Britton. Der Gattungsname ehrt den deutschen Arzt Arnold Gillen (Arnoldus Gillenius) (1586–1633).
Es werden zwei Arten unterschieden:
- Südliche Dreiblattspiere (Gillenia stipulata (Muhl. ex Willd.) Nutt.)
- Nördliche Dreiblattspiere (Gillenia trifoliata (L.) Moench)

## Verwendung als Heilpflanze
In Nordamerika ist die Pflanze unter dem Namen Bowman’s Root („Wurzel des Bogenmannes“) bekannt, da sie von den Indianern als Heilmittel genutzt wurde. Dabei wurde sie als Abführmittel, zur Blutreinigung sowie zur Behandlung von Lebererkrankungen eingesetzt. Zudem spielte bei den spirituellen Reinigungsritualen der Indianer eine Rolle, da sie Erbrechen auslöst.
Dennoch ist die medizinische Wirkung nicht bewiesen, daher sollte von einem Verzehr abgesehen werden.

## Nachweise
- C. Kalkman: Rosaceae. In: Klaus Kubitzki (Hrsg.): The Families and Genera of Vascular Plants - Volume VI - Flowering Plants - Dicotyledons - Celastrales, Oxalidales, Rosales, Cornales, Ericales. Springer-Verlag, Berlin 2004, S. 359, ISBN 978-3-540-06512-8